# Дяченківська волость
Дяченківська волость — історична адміністративно-територіальна одиниця Богучарського повіту Воронізької губернії з центром у слободі Дяченкова.
Станом на 1880 рік складалася із 13 поселень, 9 сільських громад. Населення — 15 601 особа (7894 чоловічої статі та 7707 — жіночої), 2447 дворових господарств.
|                     | Площа, десятин | У тому числі орної, дес. |
| ------------------- | -------------- | ------------------------ |
| Сільських громад    | 46289          | 39480                    |
| Приватної власності | 30             | 6                        |
| Іншої власності     | 474            | 474                      |
| Загалом             | 46793          | 39960                    |

Поселення волості на 1880 рік:
- Дяченкова — колишня державна слобода при річці Ліва, 1584 особи, 421 двір, 2 православні церкви, школа, 30 вітряних млинів.
- Дядин — колишній державний хутір при річці Ліва, 712 осіб, 114 дворів.
- Красногоровка — колишня державна слобода при річці Дон, 1984 особи, 324 двори, православна церква, школа, 2 лавки, 21 вітряний млин.
- Красножонівка — колишня державна слобода при річці Ліва, 3099 осіб, 473 двори, православна церква, школа, лавка, 39 вітряних млинів, 3 ярмарки на рік.
- Криниця — колишня державна слобода, 608 осіб, 80 дворів, православна церква, 13 вітряних млинів.
- Липчанська — колишня державна слобода при річці Ліва, 1328 осіб, 210 дворів, православна церква, 12 вітряних млинів.
- Мальований — колишній державний хутір, 646 осіб, 107 дворів.
- Полтавська — колишня державна слобода при річці Ліва, 1691 особа, 255 дворів, православна церква, школа.
- Терешкова — колишня державна слобода при річці Дон, 1911 осіб, 339 дворів, православна церква, школа, 13 вітряних млинів.

За даними 1900 року у волості налічувалось 7 поселень із переважно українським  населенням, 6 сільських товариств, 72 будівлі й установи, 1604 дворових господарства, населення становило 9285 осіб (4656 чоловічої статі та 4629 — жіночої).
1915 року волосним урядником був Трохим Дорофійович Сиченко, старшиною — Артем Карпович Гармашев, волосним писарем — Онуфрій Іларіонович Богданов.